# Национален празник
Националният празник е най-важният официален празник на дадена държава. Той се чества тържествено и е на дата, която обикновено има най-важно за нацията (и държавата) значение в нейната история.
Най-често държавите има един национален празник, но други (напр. Пакистан) честват няколко национални празника.
Повечето държави имат фиксирана дата на националния празник. Част от народите честват националния си празник на подвижна дата. В монархиите като национален празник се чества рожденият ден на управляващия монарх (датата се сменя с възкачването на трона на новия монарх).
Примери:
- Ямайка чества като национален празник деня на независимостта си от Великобритания, която държавата получава на 6 август 1962, понеделник – отбелязва се на първия понеделник на август през съответната година;
- Тайланд чества като национален празник рождения ден на краля (понастоящем 5 декември).
- В България национален празник е 3 март.

Най-често националният празник на държавите е Ден на независимостта, Ден на свободата (освобождението) или Ден на републиката (монархията).